# Petroglifos Onega
Los petroglifos Onega (del ruso: Оне́жские петро́глифы) son los grabados rupestres que están localizados en la costa suroriental del lago Onega al noroeste de la Rusia europea. Se remontan a los milenios segundo a cuarto antes de Cristo. Hay alrededor de 1200 petroglifos diseminados en una zona de 20 km, incluyendo varios cabos, como Besov Nos («cabo del Diablo»). Los grabados tienen de 1-2 mm de profundidad y representan animales, personas, botes y formas geométricas, como formas circulares y de media luna.
En 2021 fueron inscritos como Patrimonio de la Humanidad por la UNESCO.

## Descubrimiento
Los primeros grabados rupestres de Karelia fueron descubiertos en 1848 por el conservador del Museo de mineralogía de San Petersburgo Konstantin Grevingk cerca del pueblo Besov Nos en la orilla del lago Onega. A principios del siglo XX los petroglifos Onega fueron estudiados por el investigador sueco Gustaf Hallström.

## Contenido de los grabados
Son muchas las formas extraordinarias grabadas en las rocas del lago Onega. Además de los signos circulares y de forma de media luna con rayos, se encuentran figuras antropomorfas, a veces con cabezas de alce, lobo, imágenes de así llamados bastones de chamán, etc. Casi la mitad de todos los grabados del lago Onega son cisnes, patos y gansos. Hay pocas escenas de oficio humano. Son raras las escenas de caza de ballenas beluga que nunca habitaron en el lago Onega.
El contenido de diferentes acumulaciones de petroglifos a veces varía mucho, lo que probablemente significa no solo la diferencia entre la edad de los grupos petroglíficos, sino también los cambios en el pensamiento humano del período neolítico.
A finales del mes de agosto, desde el extremo del cabo Besov Nos a veces se puede ver como un gran globo rojizo de Sol se pone paulatinamente, y del lado opuesto sale la Luna brillante, grande y completamente llena. Quizás,  fenómenos semejantes que el hombre antiguo veía desde los cabos del lago Onega le sirvieran de incentivo para reflejar en las rocas las formas circulares y de media luna que muchos científicos consideran imágenes simbólicas del Sol y la Luna.
Cuando el Sol se pone en el horizonte, los petroglifos “desaparecen” enseguida: se ve una superficie de piedra absolutamente limpia y sin vida. Este fenómeno, llamado por científicos «el efecto de la cinematógrafo prehistórico», impresiona incluso al hombre de hoy. 
Los dibujos se sitúan en lugares extremadamente paisajísticos. Destaca especialmente el grupo de los grabados rupestres del cabo del Diablo donde hay tres figuras dispuestas paralelamente: diablo, nutria (lagarto) y siluro (lota común). Se consideran los dibujos más antiguos que estimularon toda la actividad creativa en la zona del lago Onega.

## Galería

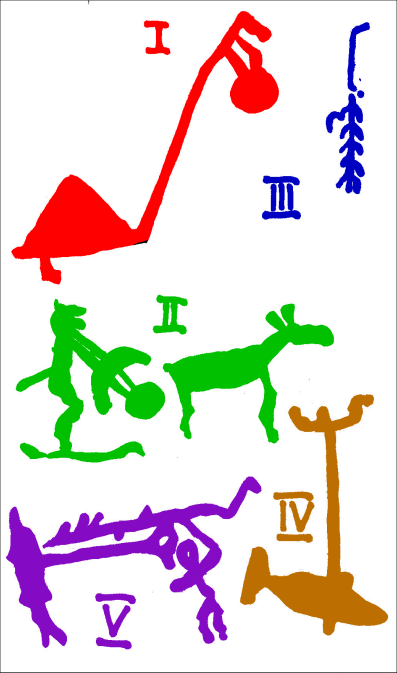
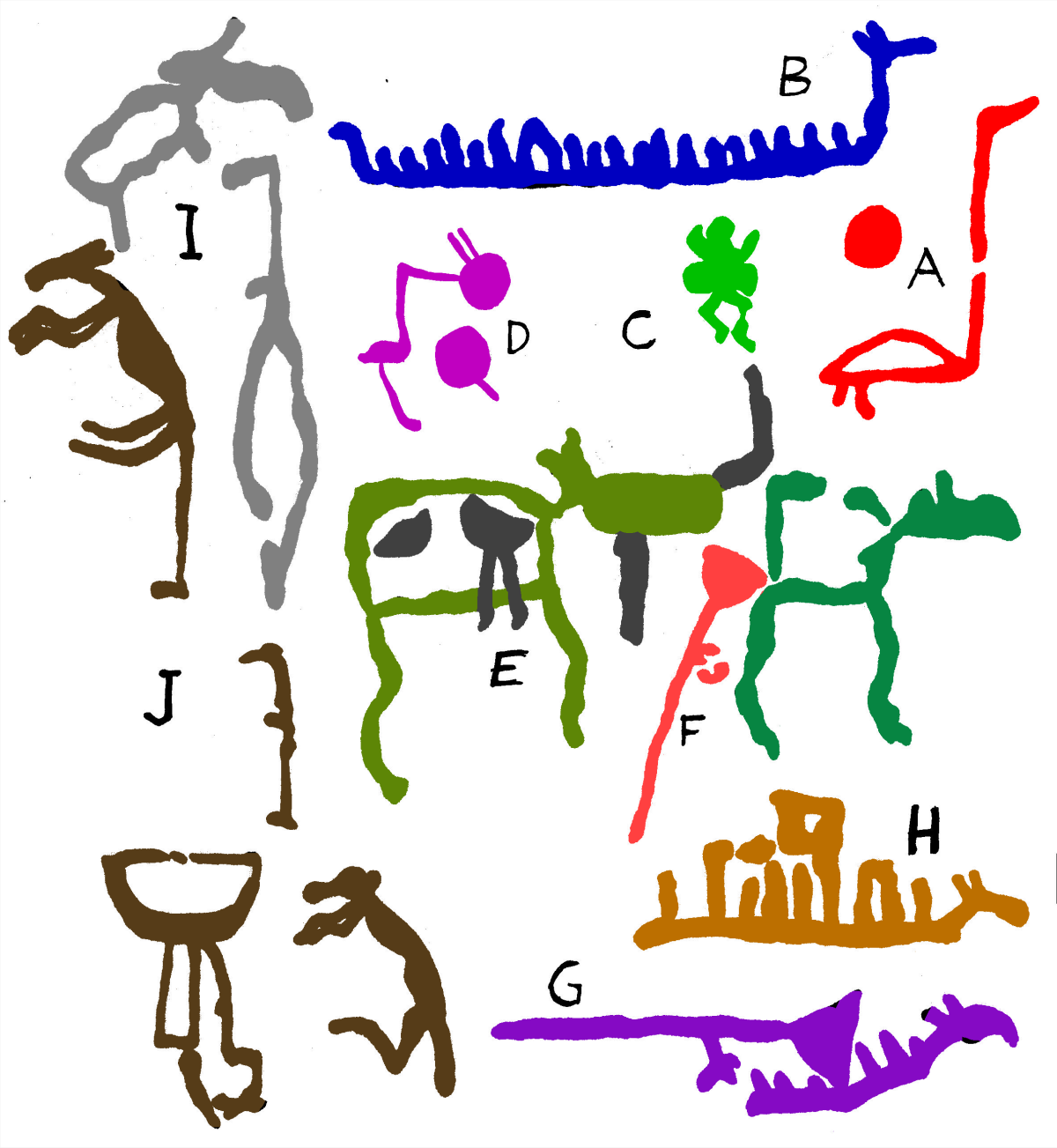
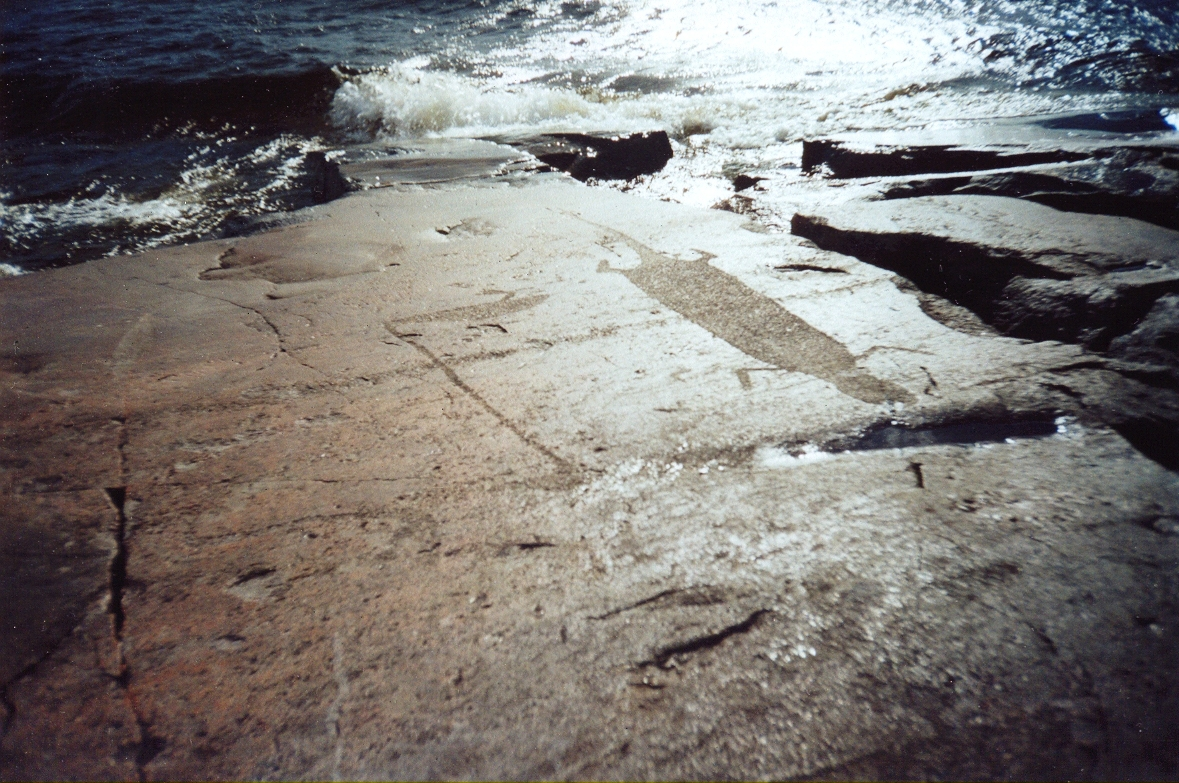
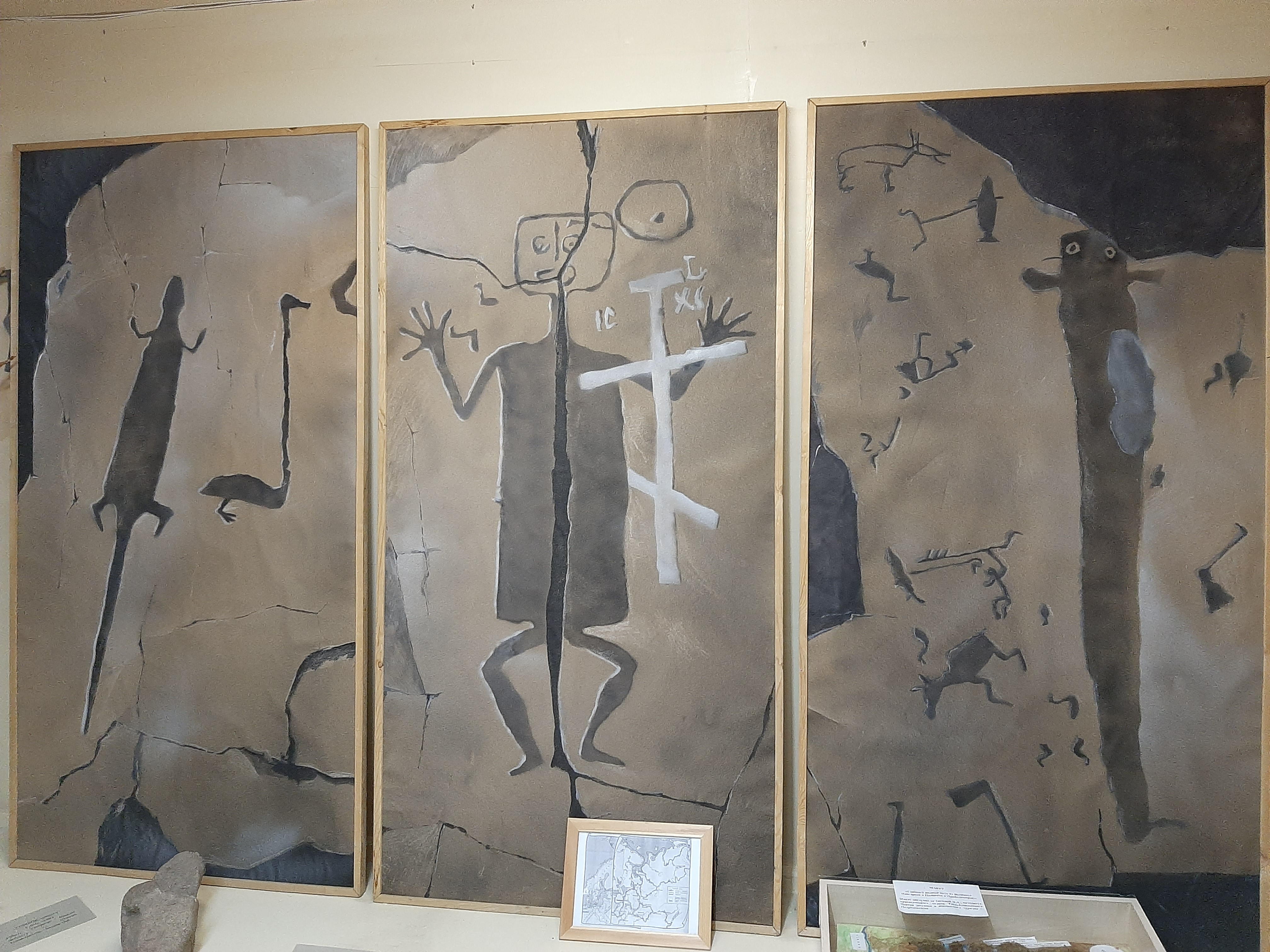